# Poudrière de Saint-Paul
La poudrière de Saint-Paul est un ancien bâtiment militaire remarquable de l'île de La Réunion, département d'outre-mer français dans le sud-ouest de l'océan Indien, situé sur la commune de Saint-Paul.

## Localisation
Elle est érigée au niveau du chemin de la Poudrière (route de Bellemène), entre Grande Fontaine et la réserve naturelle de l'étang de Saint-Paul. Son implantation a été décidée de façon à pouvoir repousser les attaques pirates au XVIIIe siècle.

## Historique
La poudrière de Saint-Paul a été construite au XVIIIe siècle par la compagnie des Indes orientales. Le linteau de la porte indique l'année 1724. Le bâtiment a été construit sur ordre du gouverneur de Bourbon Antoine Desforges-Boucher.
Les troupes basées à Saint-Paul se replièrent à proximité de la poudrière le 21 septembre 1809 pour résister à l’attaque des Anglais.
Devenue magasin de stockage au cours du 20e s, elle est abandonnée dans les années 1970.
Elle fait l'objet d'une inscription au titre des monuments historiques depuis le 31 octobre 1994,.
En 2010, la poudrière a été rachetée par la ville de Saint-Paul à l'État pour la somme de 40 000 €.
Entre 2001 et 2004, des volontaires de l'association Chantiers Histoire et Architecture Médiévales participent à la restauration la poudrière. Les travaux de restauration entrepris se sont accompagnés de fouilles archéologiques en 2013 et 2018 apportant de nouveaux éléments de connaissance sur le bâti.
Elle figure sur le circuit touristique du Tour des Roches.

## Description
La poudrière est un bâtiment semi-enterré, voûté en plein-cintre et recouvert d'argamaste (mortier d'origine indienne). Elle est protégée par un mur d'enceinte, originellement assorti d'un corps de garde aujourd'hui disparu,.